# Liste der Kulturgüter in Le Grand-Saconnex
Die Liste der Kulturgüter in Le Grand-Saconnex enthält alle Objekte in der Gemeinde Le Grand-Saconnex im Kanton Genf, die gemäss der Haager Konvention zum Schutz von Kulturgut bei bewaffneten Konflikten, dem Bundesgesetz vom 20. Juni 2014 über den Schutz der Kulturgüter bei bewaffneten Konflikten sowie der Verordnung vom 29. Oktober 2014 über den Schutz der Kulturgüter bei bewaffneten Konflikten unter Schutz stehen.
Objekte der Kategorien A und B sind vollständig in der Liste enthalten, Objekte der Kategorie C fehlen zurzeit (Stand: 1. Januar 2023).

## Kulturgüter
| Foto |                                                                                            | Objekt                                                                                                 | Kat. | Typ | Standort                                                    | Beschreibung |
| ---- | ------------------------------------------------------------------------------------------ | --- | ---- | --- | ----------------------------------------------------------- | ------------ |
| BW   | Datei hochladen · Wikidata zu Archiv des Weltkirchenrats (Q27483987)                       | Archiv des Ökumenischen Rates der Kirchen / Archives du Conseil oecuménique des Églises KGS-Nr.: 08827 | A    | S   | Route de Ferney 150 / Route des Morillons 7 498859 / 120887 |              |
| ja   | Datei hochladen · Wikidata zu UNESCO-Dokumentationszentrum (Q27484016)                     | Dokumentationszentrum der UNESCO / Centre de documentation de l’UNESCO KGS-Nr.: 08962                  | A    | S   | Route des Morillons 15 499160 / 120865                      |              |
| ja   | Datei hochladen · Wikidata zu Kirche vom Heiligen Hippolyt (Le Grand-Saconnex) (Q29711178) | Kirche Saint-Hippolyte / Église Saint-Hippolyte KGS-Nr.: 02590                                         | B    | G   | Chemin Auguste-Vilbert 10 498599 / 120955                   |              |